# Série de championnat de la Ligue nationale de baseball 1997
La Série de championnat de la Ligue nationale de baseball 1997 était la série finale de la Ligue nationale de baseball, dont l'issue a déterminé le représentant de cette ligue à la Série mondiale 1997, la grande finale des Ligues majeures.
Cette série quatre de sept a débuté le mardi 7 octobre 1997 et s'est terminée le mardi 14 octobre par une victoire des Marlins de la Floride, quatre victoires à deux sur les Braves d'Atlanta. 

## Équipes en présence
Champions en titre de la Ligue nationale, les Braves d'Atlanta remportent en 1997 le sixième d'une série record de 14 championnats de division consécutifs, alors qu'ils enlèvent le titre de la division Est avec 101 victoires et 61 défaites en saison régulière. C'est le meilleur dossier victoires-défaites du baseball majeur cette saison-là. À leur saison inaugurale à Turner Field, ils terminent avec neuf parties de priorité sur les Marlins de la Floride dans l'Est, mais ces derniers se qualifient pour les séries éliminatoires comme meilleurs deuxièmes. Les Braves, menés par Bobby Cox, sont opposés en Série de divisions aux Astros de Houston, champions de la division Centrale avec un dossier victoires-défaites de 84-78. Atlanta remporte les trois parties de la série sans subir la défaite.
Qualifiés pour les éliminatoires pour la première fois de la courte histoire de leur franchise, les Marlins de la Floride complètent leur cinquième saison d'existence avec 92 gains contre 70 revers. Il s'agit de la première fois qu'ils remportent plus de matchs qu'il n'en perdent en saison régulière. Les hommes de Jim Leyland s'amènent en Série de championnat invaincus en matchs d'après-saison, ayant balayé en trois duels les Giants de San Francisco (champions de l'Ouest avec un dossier de 90-72) au premier tour éliminatoire.

## Déroulement de la série

### Calendrier des rencontres
| Match | Date       | Visiteur              | Hôte                  | Score |
| ----- | ---------- | --------------------- | --------------------- | ----- |
| 1     | 7 octobre  | Marlins de la Floride | Braves d'Atlanta      | 5 - 3 |
| 2     | 8 octobre  | Marlins de la Floride | Braves d'Atlanta      | 1 - 7 |
| 3     | 10 octobre | Braves d'Atlanta      | Marlins de la Floride | 2 - 5 |
| 4     | 11 octobre | Braves d'Atlanta      | Marlins de la Floride | 4 - 0 |
| 5     | 12 octobre | Braves d'Atlanta      | Marlins de la Floride | 1 - 2 |
| 6     | 14 octobre | Marlins de la Floride | Braves d'Atlanta      | 7 - 4 |

### Match 1
Mardi 7 octobre 1997 à Turner Field, Atlanta, Géorgie.
| Marlins de la Floride | 3 | 0 | 2 | 0 | 0 | 0 | 0 | 0 | 0 | 5 | 6 | 0 |
| Braves d'Atlanta | 1 | 0 | 1 | 0 | 0 | 1 | 0 | 0 | 0 | 3 | 5 | 2 |
| Lanceurs partants : FL : Kevin Brown ATL : Greg Maddux Vic. : Kevin Brown (1-0) Déf. : Greg Maddux (0-1) Sauv. : Robb Nen (1) HRs: ATL : Chipper Jones (1), Ryan Klesko (1) |   |   |   |   |   |   |   |   |   |   |   |   |

### Match 2
Mercredi 8 octobre 1997 à Turner Field, Atlanta, Géorgie.
| Marlins de la Floride | 0 | 0 | 0 | 0 | 0 | 0 | 0 | 1 | 0 | 1 | 3  | 1 |
| Braves d'Atlanta | 3 | 0 | 2 | 0 | 0 | 0 | 2 | 0 | X | 7 | 13 | 0 |
| Lanceurs partants : FL : Alex Fernandez ATL : Tom Glavine Vic. : Tom Glavine (1-0) Déf. : Alex Fernandez (0-1) HRs: ATL : Ryan Klesko (2), Chipper Jones (2) |   |   |   |   |   |   |   |   |   |   |    |   |

### Match 3
Vendredi 10 octobre 1997 au Pro Player Stadium, Miami Gardens, Floride.
| Braves d'Atlanta | 0 | 0 | 0 | 1 | 0 | 1 | 0 | 0 | 0 | 2 | 6 | 1 |
| Marlins de la Floride | 0 | 0 | 0 | 1 | 0 | 4 | 0 | 0 | X | 5 | 8 | 1 |
| Lanceurs partants : ATL : John Smoltz FL : Tony Saunders Vic. : Liván Hernández (1-0) Déf. : John Smoltz (0-1) Sauv. : Robb Nen (2) HRs: FL : Gary Sheffield (1) |   |   |   |   |   |   |   |   |   |   |   |   |

### Match 4
Samedi 11 octobre 1997 au Pro Player Stadium, Miami Gardens, Floride.
| Braves d'Atlanta | 1 | 0 | 1 | 0 | 2 | 0 | 0 | 0 | 0 | 4 | 11 | 0 |
| Marlins de la Floride | 0 | 0 | 0 | 0 | 0 | 0 | 0 | 0 | 0 | 0 | 4  | 0 |
| Lanceurs partants : ATL : Denny Neagle FL : Al Leiter Vic. : Denny Neagle (1-0) Déf. : Al Leiter (0-1) HRs : ATL : Jeff Blauser (1) |   |   |   |   |   |   |   |   |   |   |    |   |

### Match 5
Dimanche 12 octobre 1997 au Pro Player Stadium, Miami Gardens, Floride.
| Braves d'Atlanta | 0 | 1 | 0 | 0 | 0 | 0 | 0 | 0 | 0 | 1 | 3 | 0 |
| Marlins de la Floride | 1 | 0 | 0 | 0 | 0 | 0 | 1 | 0 | X | 2 | 5 | 0 |
| Lanceurs partants : ATL : Liván Hernández FL : Greg Maddux Vic. : Liván Hernández (2-0) Déf. : Greg Maddux (0-2) HRs : ATL : Michael Tucker (1) |   |   |   |   |   |   |   |   |   |   |   |   |

### Match 6
Mercredi 16 octobre 1997 à Turner Field, Atlanta, Géorgie.
| Marlins de la Floride                                                                                    | 4 | 0 | 0 | 0 | 0 | 3 | 0 | 0 | 0 | 7 | 10 | 1 |
| Braves d'Atlanta                                                                                         | 1 | 2 | 0 | 0 | 0 | 0 | 0 | 0 | 1 | 4 | 11 | 1 |
| Lanceurs partants : FL : Kevin Brown ATL : Tom Glavine Vic. : Kevin Brown (2-0) Déf. : Tom Glavine (1-1) |   |   |   |   |   |   |   |   |   |   |    |   |

## Joueur par excellence
Le lanceur droitier des Marlins de la Floride, Liván Hernández, est élu joueur par excellence de la Série de championnat 1997 de la Ligue nationale. Joueur recrue, il remporte deux victoires sans subir de défaite durant la série contre Atlanta. Amené en relève à Tony Saunders dans le troisième match, il blanchit l'adversaire pour un premier gain en carrière dans les séries éliminatoires. Puis il brille comme lanceur partant dans la cinquième partie, remportée de justesse 2-1 par les Marlins. Hernández lance à cette occasion un match complet, n'accordant que trois coups sûrs aux Braves et, surtout, retirant sur des prises un impressionnant total de 15 frappeurs adverses. Sa moyenne de points mérités n'est que de 0,84 en dix manches et deux tiers lancées dans la série.
Hernández sera aussi nommé joueur par excellence de la Série mondiale, devenant le quatrième athlète à remporter ces deux honneurs la même année.